# 5.ª etapa del Giro de Italia 2020
La 5.ª etapa del Giro de Italia 2020 tuvo lugar el 7 de octubre de 2020 entre Mileto y el monte Camigliatello Silano sobre un recorrido de 225 km y fue ganada por el italiano Filippo Ganna del equipo INEOS Grenadiers, logrando así su segundo triunfo parcial en la carrera. El portugués João Almeida consiguió mantener el liderato una jornada más.

## Clasificación de la etapa
| \| Clasificación de la etapa \| Clasificación de la etapa \| Clasificación de la etapa \| Clasificación de la etapa \| Clasificación de la etapa \| \| Ciclista \| Ciclista \| Equipo \| Tiempo \| \| \| ------------------------- \| ------------------------- \| ------------------------- \| ------------------------- \| ------------------------- \| \| 1.º \| Filippo Ganna \| Ineos Grenadiers \| 5 h 59 min 17 s \| \| \| 2.º \| Patrick Konrad \| Bora-Hansgrohe \| + 34 s \| \| \| 3.º \| João Almeida \| Deceuninck-Quick Step \| + 34 s \| \| \| 4.º \| Wilco Kelderman \| Team Sunweb \| + 34 s \| \| \| 5.º \| Lucas Hamilton \| Mitchelton-Scott \| + 34 s \| \| \| 6.º \| Jai Hindley \| Team Sunweb \| + 34 s \| \| \| 7.º \| Harm Vanhoucke \| Lotto-Soudal \| + 34 s \| \| \| 8.º \| Pello Bilbao \| Bahrain McLaren \| + 34 s \| \| \| 9.º \| Jakob Fuglsang \| Astana \| + 34 s \| \| \| 10.º \| Fausto Masnada \| Deceuninck-Quick Step \| + 34 s \| \| |                 |                       |                 |
| |                 |                       |                 |
| Fuente: ProCyclingStats |                 |                       |                 |
| Clasificación de la etapa |                 |                       |                 |
| Ciclista | Ciclista        | Equipo                | Tiempo          |
| 1.º | Filippo Ganna   | Ineos Grenadiers      | 5 h 59 min 17 s |
| 2.º | Patrick Konrad  | Bora-Hansgrohe        | + 34 s          |
| 3.º | João Almeida    | Deceuninck-Quick Step | + 34 s          |
| 4.º | Wilco Kelderman | Team Sunweb           | + 34 s          |
| 5.º | Lucas Hamilton  | Mitchelton-Scott      | + 34 s          |
| 6.º | Jai Hindley     | Team Sunweb           | + 34 s          |
| 7.º | Harm Vanhoucke  | Lotto-Soudal          | + 34 s          |
| 8.º | Pello Bilbao    | Bahrain McLaren       | + 34 s          |
| 9.º | Jakob Fuglsang  | Astana                | + 34 s          |
| 10.º | Fausto Masnada  | Deceuninck-Quick Step | + 34 s          |

## Clasificaciones al final de la etapa

### Clasificación general(Maglia Rosa)
| \| Clasificación general \| Clasificación general \| Clasificación general \| Clasificación general \| Clasificación general \| \| Ciclista \| Ciclista \| Equipo \| Tiempo \| \| \| --------------------- \| --------------------- \| --------------------- \| --------------------- \| --------------------- \| \| 1.º \| João Almeida \| Deceuninck-Quick Step \| 17 h 06 min 23 s \| \| \| 2.º \| Pello Bilbao \| Bahrain McLaren \| + 43 s \| \| \| 3.º \| Wilco Kelderman \| Team Sunweb \| + 48 s \| \| \| 4.º \| Harm Vanhoucke \| Lotto-Soudal \| + 59 s \| \| \| 5.º \| Vincenzo Nibali \| Trek-Segafredo \| + 1 min 01 s \| \| \| 6.º \| Domenico Pozzovivo \| NTT Pro Cycling \| + 1 min 05 s \| \| \| 7.º \| Jakob Fuglsang \| Astana \| + 1 min 19 s \| \| \| 8.º \| Steven Kruijswijk \| Jumbo-Visma \| + 1 min 21 s \| \| \| 9.º \| Patrick Konrad \| Bora-Hansgrohe \| + 1 min 26 s \| \| \| 10.º \| Rafał Majka \| Bora-Hansgrohe \| + 1 min 32 s \| \| |                    |                       |                  |
| |                    |                       |                  |
| Fuente: ProCyclingStats |                    |                       |                  |
| Clasificación general |                    |                       |                  |
| Ciclista | Ciclista           | Equipo                | Tiempo           |
| 1.º | João Almeida       | Deceuninck-Quick Step | 17 h 06 min 23 s |
| 2.º | Pello Bilbao       | Bahrain McLaren       | + 43 s           |
| 3.º | Wilco Kelderman    | Team Sunweb           | + 48 s           |
| 4.º | Harm Vanhoucke     | Lotto-Soudal          | + 59 s           |
| 5.º | Vincenzo Nibali    | Trek-Segafredo        | + 1 min 01 s     |
| 6.º | Domenico Pozzovivo | NTT Pro Cycling       | + 1 min 05 s     |
| 7.º | Jakob Fuglsang     | Astana                | + 1 min 19 s     |
| 8.º | Steven Kruijswijk  | Jumbo-Visma           | + 1 min 21 s     |
| 9.º | Patrick Konrad     | Bora-Hansgrohe        | + 1 min 26 s     |
| 10.º | Rafał Majka        | Bora-Hansgrohe        | + 1 min 32 s     |

### Clasificación por puntos(Maglia Ciclamino)
| Clasificación por puntos | Clasificación por puntos | Clasificación por puntos | Clasificación por puntos | Clasificación por puntos |
| Ciclista                 | Ciclista                 | Equipo                   | Puntos                   |                          |
| ------------------------ | ------------------------ | ------------------------ | ------------------------ | ------------------------ |
| 1.º                      | Peter Sagan              | Bora-Hansgrohe           | 57 pts                   |                          |
| 2.º                      | Arnaud Démare            | Groupama-FDJ             | 52 pts                   |                          |
| 3.º                      | Filippo Ganna            | Ineos Grenadiers         | 45 pts                   |                          |
| 4.º                      | João Almeida             | Deceuninck-Quick Step    | 29 pts                   |                          |
| 5.º                      | Diego Ulissi             | UAE Team Emirates        | 27 pts                   |                          |
| 6.º                      | Davide Ballerini         | Deceuninck-Quick Step    | 25 pts                   |                          |
| 7.º                      | Jonathan Caicedo         | EF Pro Cycling           | 23 pts                   |                          |
| 8.º                      | Michael Matthews         | Team Sunweb              | 20 pts                   |                          |
| 9.º                      | Patrick Konrad           | Bora-Hansgrohe           | 18 pts                   |                          |
| 10.º                     | Andrea Vendrame          | AG2R La Mondiale         | 18 pts                   |                          |

### Clasificación de la montaña(Maglia Azzurra)
| Clasificación de la montaña | Clasificación de la montaña | Clasificación de la montaña | Clasificación de la montaña | Clasificación de la montaña |
| Ciclista                    | Ciclista                    | Equipo                      | Puntos                      |                             |
| --------------------------- | --------------------------- | --------------------------- | --------------------------- | --------------------------- |
| 1.º                         | Filippo Ganna               | Ineos Grenadiers            | 41 pts                      |                             |
| 2.º                         | Jonathan Caicedo            | EF Pro Cycling              | 40 pts                      |                             |
| 3.º                         | Edoardo Zardini             | Vini Zabù-Brado-KTM         | 18 pts                      |                             |
| 4.º                         | Domenico Pozzovivo          | NTT Pro Cycling             | 18 pts                      |                             |
| 5.º                         | Jakob Fuglsang              | Astana                      | 18 pts                      |                             |
| 6.º                         | Giovanni Visconti           | Vini Zabù-Brado-KTM         | 18 pts                      |                             |
| 7.º                         | Wilco Kelderman             | Team Sunweb                 | 15 pts                      |                             |
| 8.º                         | Harm Vanhoucke              | Lotto-Soudal                | 12 pts                      |                             |
| 9.º                         | Vincenzo Nibali             | Trek-Segafredo              | 11 pts                      |                             |
| 10.º                        | Simon Pellaud               | Androni Giocattoli-Sidermec | 9 pts                       |                             |

### Clasificación de los jóvenes(Maglia Bianca)
| Clasificación del mejor joven | Clasificación del mejor joven | Clasificación del mejor joven | Clasificación del mejor joven | Clasificación del mejor joven |
| Ciclista                      | Ciclista                      | Equipo                        | Tiempo                        |                               |
| ----------------------------- | ----------------------------- | ----------------------------- | ----------------------------- | ----------------------------- |
| 1.º                           | João Almeida                  | Deceuninck-Quick Step         | 17 min 06 s                   |                               |
| 2.º                           | Harm Vanhoucke                | Lotto-Soudal                  | + 59 s                        |                               |
| 3.º                           | Jai Hindley                   | Team Sunweb                   | + 1 min 33 s                  |                               |
| 4.º                           | Sergio Samitier               | Movistar Team                 | + 2 min 12 s                  |                               |
| 5.º                           | Lucas Hamilton                | Mitchelton-Scott              | + 2 min 47 s                  |                               |
| 6.º                           | Brandon McNulty               | UAE Team Emirates             | + 2 min 57 s                  |                               |
| 7.º                           | Tao Geoghegan Hart            | Ineos Grenadiers              | + 3 min 18 s                  |                               |
| 8.º                           | James Knox                    | Deceuninck-Quick Step         | + 3 min 26 s                  |                               |
| 9.º                           | Aurélien Paret-Peintre        | AG2R La Mondiale              | + 4 min 31 s                  |                               |
| 10.º                          | Sam Oomen                     | Team Sunweb                   | + 8 min 12 s                  |                               |

### Clasificación por equipos"Súper team"
| Clasificación por equipos | Clasificación por equipos | Clasificación por equipos | Clasificación por equipos |
| Equipo                    | Equipo                    | Tiempo                    |                           |
| ------------------------- | ------------------------- | ------------------------- | ------------------------- |
| 1.º                       | Deceuninck-Quick Step     | 51 h 23 min 32 s          |                           |
| 2.º                       | Team Sunweb               | + 1 min 22 s              |                           |
| 3.º                       | Ineos Grenadiers          | + 3 min 34 s              |                           |
| 4.º                       | Jumbo-Visma               | + 4 min 22 s              |                           |
| 5.º                       | Mitchelton-Scott          | + 6 min 03 s              |                           |
| 6.º                       | Bora-Hansgrohe            | + 7 min 51 s              |                           |
| 7.º                       | AG2R La Mondiale          | + 11 min 30 s             |                           |
| 8.º                       | Movistar Team             | + 14 min 20 s             |                           |
| 9.º                       | Trek-Segafredo            | + 17 min 35 s             |                           |
| 10.º                      | Bahrain McLaren           | + 18 min 12 s             |                           |

## Abandonos
- Luca Wackermann no tomó la salida tras una caída en el tramo final de la etapa anterior.[2]
- Pieter Weening no completó la etapa tras una caída sufrida el día anterior.[3]